# Herbert Bauch
Herbert Bauch, född den 18 maj 1957, är en östtysk boxare som tog OS-brons i lätt tungviktsboxning 1980 i Moskva. Bauch förlorade i semifinalen mot Slobodan Kačar från Jugoslavien.